# 無罪
無罪（英語：not guilty）是刑事訴訟的一種审判結果，代表被告無需負擔本案的刑事責任。除非被告另外被宣告保安處分，否則一旦法庭宣判無罪，被告應即當庭釋放。

## 概說
「無罪」是一個實體判決，具有約束当事人的既判力。以英美法系而言，无罪释放意味著被告不受犯罪指控。在部分国家（如美国），无罪释即禁止就同一罪行对被告进行重新审判，即便出现了进一步牵连到被告的新證據。至於大陸法系，檢察官仍就可以針對無罪判決上訴，但在某些國家會有相關限制；例如在臺灣，無罪判決只能上訴到第二審，如果二審法院仍然判決被告無罪，則該判決即告定讞，不得再上訴第三審。